# Silnice II/167
Silnice II/167 je silnice II. třídy, která vede z Kvildy do Horní Vltavice. Je dlouhá 19 km. Prochází jedním krajem a jedním okresem.

## Vedení silnice

### Jihočeský kraj, okres Prachatice
- Kvilda (křiž. II/169)
- Františkov
- Svinná Lada
- Borová Lada (křiž. III/1672)
- Polka
- Račí
- Horní Vltavice (křiž. I/4)